# ماریو پروسپری
ماریو پروسپری (انگلیسی: Mario Prosperi؛ زادهٔ ۴ اوت ۱۹۴۵) بازیکن فوتبال اهل سوئیس بود.
از باشگاه‌هایی که در آن بازی کرده‌است می‌توان به باشگاه فوتبال کیاسو اشاره کرد.
وی همچنین در تیم ملی فوتبال سوئیس بازی کرده‌است.